# まじょま witch×maniac
『まじょま witch×maniac』（まじょま ウィッチ・マニアック）は、神吉の漫画作品。『月刊少年ブラッド』（ソフトバンククリエイティブ）2006年5月号から11月号まで連載の後、同誌の休刊に伴いウェブコミック誌『FlexComixブラッド』に移行して連載されていたが、長期休載の後に同誌より派生した『FlexComixネクスト』で2008年6月10日より連載を再開し、2008年11月11日更新分で完結した。単行本は全2巻。

## ストーリー
グリランドゥス魔法学院の転校生・ニュイは転入1日目から遅刻の危機に見舞われ、速度上昇魔法でダッシュしたところを同じように教室へ急いでいた男子生徒・北原深にぶつかり一目惚れしてしまう。
深が魔女っ娘萌えだと知ったニュイは、悪魔っ娘の安田さんに深の気を引くための相談を持ちかけるが、いつも恥ずかしいコスプレ衣装を強引に着せられ、いいように弄ばれてしまう。

## 登場キャラクター
ニュイ
グリランドゥス魔法学院の転校生。魔力は低いが他人の魔力を最大限に引き出す触媒の能力を持っている。転校初日に出会った深に一目惚れし、深の気を引くために恥ずかしさを我慢して安田さんが用意する様々なコスプレ衣装を着るが、実は着せ替え人形同然で遊ばれているだけであることには気付いていない。
北原 深（きたはら しん）
ニュイの同級生。魔女っ娘萌えで、普段は地味だが魔女っ娘のためなら周囲が見えなくなるほど暴走してしまう。マジックアイテム作成の技能で学院に入ったものの本人には魔力がほとんど無く、卒業はおろか進級も危うい成績状況。
安田さん（やすださん）
「安田さん」がフルネームの悪魔っ娘。無類のコスプレ好きで、自分が着る方も他人に着せる方も趣味の範疇。「深の気を引くため」と言いながらニュイに様々なコスプレ衣装を着せて弄んでいる。
シスネ
先祖代々の魔法少女の家系に生まれたツインテール娘。家訓により魔法を使う際は専用のフリフリ衣装を着なければならないことが悩み。安田さんを目の敵にしている。ツンデレ。
ユウ
学院初等部の生徒。深に専用のステッキ（マジックワンド）を作ってもらってから深を「お兄ちゃん」と呼んで慕っている。
雪花先生（シュウファせんせい）
深のクラス担任。竜族の血を引いており、剣技を得意とするが普段はおっとりしている。

## 単行本
1. 2007年1月25日初版 ISBN 9784797338096
2. 2008年12月11日初版 ISBN 9784797351637